# Mystus amemiyai
Mystus amemiyai és una espècie de peix de la família dels bàgrids i de l'ordre dels siluriformes que es troba a Sichuan (Xina).